# ضريبة ثابتة
الضريبة الثابتة هي ضريبة النظام مع ثابت معدل هامشي، التي تطبق عادة على دخل الفرد أو الشركات. ومن شأن الضريبة الثابتة الحقيقية تكون ضريبة نسبية، ولكن التنفيذ غالبا ما تكون تدريجية وأحيانا رجعية اعتمادا على الخصومات والإعفاءات في القاعدة الضريبية. هناك أنظمة الضرائب المختلفة التي وصفت «ضريبة ثابتة» على الرغم من أنها تختلف اختلافا كبيرا.

## النظام
نظام الضريبة الثابتة هو آلية يتم فيها تطبيق نفس معدل الضريبة على كل فرد بغض النظر عن مستويات دخله. أيضًا ، لا يُسمح بأي خصومات أو إعفاءات في هذا النظام الضريبي. في هذا النظام الضريبي ، لا يقع الشخص الذي يتقاضى رواتب أعلى في شريحة ضريبية أعلى ، لذلك يقدم هذا النظام حوافز للأشخاص ذوي الأجور الأعلى. ومع ذلك ، فإن الشخص الذي يحصل على دخل أقل يخضع للضريبة أيضًا بنفس المعدل الذي يجادل به النقاد بأن هذا النظام يفرض عبئًا على المجموعة ذات الدخل المنخفض.

## وصلات داخلية
- ضريبة

## وصلات خارجية
- The Laffer Curve: Past, Present and Future: A detailed examination of the theory behind the Laffer curve, and many case studies of tax cuts on government revenue in the United States
- Podcast of Rabushka discussing the flat tax Alvin Rabushka discusses the flat tax with راسيل روبرتس on EconTalk.
- Podcast of Rabushka discussing the flat tax Alvin Rabushka discusses the flat tax on PoliTalk.
- The Flat Tax: How it Works and Why it is Good for America